# Российско-румынские отношения
Российско-румынские отношения (с 15 октября 1878 года) — политические, экономические и культурные отношения между современными Россией и Румынией, а также их предшественниками в прошлом (Российская империя, СССР, Королевство Румыния, Социалистическая Республика Румыния и т. д.). Со времени установления носят сложный и временами довольно напряжённый характер, что во многом связано с геополитическим конфликтом в отношении Бессарабии (Молдавии) и Северной Буковины.

## Дипломатические представительства
РФ имеет посольство в Бухаресте и консульство в причерноморском г. Констанца.
Румыния имеет посольство в Москве и два региональных консульства в гг. Санкт-Петербург и Ростов-на-Дону (с 13 декабря 2023 прекратило свою деятельность).

## История

### Румыния и Российская империя
Дипломатические отношения между Россией и Румынией установлены 15 октября 1878 г., сразу после освобождения Румынии от турецко-османского владычества (с XVI века), с которым был тесно связан режим греков-фанариотов в Валахии. Российская империя приняла самое непосредственное участие в освобождении православной Румынии. Однако вскоре российские интересы на Балканах столкнулись с интересами других европейских держав, в первую очередь Австро-Венгрии, которая уже контролировала населённую преимущественно румынами (53,8 % в 1910 г.) Трансильванию. В свою очередь 1806—1812 годах Российская империя отбила у Османской империи междуречье Днестра и Прута (Бессарабия), населённое молдаванами. Кроме того, Валахия и Молдавское княжество позднее объединились в Румынию. Этому в немалой степени способствовали следующие историко-культурные обстоятельства. После прихода венгров на Средний Дунай, началась довольно агрессивная политика мадьяризации. И румыны, и русские приняли православие по византийскому образцу во времена раннего Средневековья.
Румыны долгое время пользовались церковнославянским языком и кириллицей для общения и записи текстов, что нашло отражение в современном румынском языке, который, хотя и является романским по происхождению, однако содержит значительное количество славянских элементов.

### Румыния и СССР
Румыния после Второй мировой войны вступила в возглавляемые СССР ОВД и СЭВ. До конца 1950-х годов Румыния покорно выполняла требования советской стороны практически по всем вопросам. В 1949 - 1953 годах румынский лидер Г. Георгиу-Деж присоединился к проводимому СССР бойкоту Югославии.
После того, как в июле 1958 года из Румынии были выведены советские войска, отношения между Москвой и Бухарестом ухудшились. Румынская сторона в начале 1960-х годов совершила ряд недружественных действий: в декабре 1961 года было принято решение о переименовании "русских" названий улиц, фабрик и городов, в 1963 году уроки русского языка в румынских школах стали факультативными, из армии "вычистили" "советских агентов". Более того, в условиях советско-китайского конфликта в Бухаресте в августе 1964 года приняли министра иностранных дел КНР Чэнь И. Все же окончательного разрыва отношений с Румынией (как, например, с Албанией) у СССР не произошло. Советская сторона продолжала оказывать Румынии помощь (например, при строительстве румынско-югославской ГЭС Джердап I), а Румыния осталась в ОВД и СЭВ.

#### Военное сотрудничество
1949 год - в СССР на обучение прибыла первая группа румынских офицеров.
Осень 1954 года - 6 генералов и 2 офицера румынской армии впервые участвовали в маневрах, организованных советской стороной, для обмена военным опытом.
Январь–март 1955 года - Румыния подписала с СССР ряд военных протоколов о разработке плана снабжения румынской армии в 1955–1959 годах, о размещении советских кораблей и подлодок в Черном море, формировании системы ПВО на румынском побережье и т. д.
1958 год - решение о выводе советских войск с территории Румынии.

## Проблемы
Основные проблемы в отношениях между двумя странами начались в новое время. Определённую роль в них сыграло завуалированное, но достаточно настойчивое вмешательство ряда западных держав в румынскую политику (США, Франция, Великобритания, страны НАТО).
- Румынская интервенция 1918 года[6] и последовавшее за ней объединение с Бессарабией, которая вызвала несколько антирумынских восстаний, в которых участвовали русскоязычные жители.[7]
- Румыния во Второй мировой войне: страна выступила на стороне стран блока оси и перешла на сторону держав-союзниц, только когда провал нацистской Германии стал очевиден.
- Судьба румынской сокровищницы, вывезенной в СССР после окончания первой мировой войны.
- Критика внешнеполитического влияния Советского Союза в послевоенной Румынии и приведения коммунистов к власти.
- Движение за объединение Румынии и Молдавии
- Приднестровский конфликт
- Поддержка Румынией НАТО. Румыния - член НАТО с 29 марта 2004 года и член ЕС с 1 января 2007 года.

Самый последний конфликт в 2010-е годы был связан с созданием на территории Румынии элементов противоракетной обороны США, которые, как считают в России, несут угрозу её безопасности.